# Guillermo Cox Méndez
Guillermo Cox Méndez (Concepción, 1862-Chillán, 2 de febrero de 1893) fue un abogado y político conservador chileno. Hijo de Guillermo Cox Bustillos y Loreto Méndez Urrejola.
Fue educado en el Colegio San Ignacio desde 1880 y en la Universidad de Chile, donde cursó Leyes y egresó de abogado en 1885.
Viajó por Europa, donde se dedicó a las Letras. A su regreso, escribió una "Historia de Concepción" la que fue premiada (1886) en un concurso municipal. Colaboró en El Independiente, La Unión y en la Revista de Artes y Letras.
Fue miembro del Partido Conservador y fue elegido Diputado por Itata y Maule (1891-1894), formando parte de la comisión permanente de Educación y Beneficencia. 
Su período legislativo quedó inconcluso, al morir ahogado en Chillán, el 2 de febrero de 1893.